# Saccharosydnini
Saccharosydnini is een geslachtengroep van halfvleugelige insecten uit de familie Delphacidae.

## Taxonomie
De volgende taxa zijn bij de geslachtengroep ingedeeld:
- Geslacht Lacertinella Rossi Batiz & Remes Lenicov, 2012[2]
  - Lacertinella australis (Remes Lenicov & Rossi Batiz, 2011) 
    - = Lacertina australis Remes Lenicov & Rossi Batiz, 2011
- Geslacht Neomalaxa Muir, 1918
  - Neomalaxa flava Muir, 1918
- Geslacht Pseudomacrocorupha Muir, 1930
  - Pseudomacrocorupha wagneri Muir, 1930
- Geslacht Saccharosydne Kirkaldy, 1907
  - Saccharosydne brevirostris Muir, 1926
  - Saccharosydne gracilis Muir, 1926
  - Saccharosydne ornatipennis Muir, 1926
  - Saccharosydne procerus Matsumura, 1931
  - Saccharosydne rostrifrons (Crawford, 1914)
    - = Stenocranus rostrifrons Crawford, 1914

  - Saccharosydne saccharivora (Westwood, 1833)
    - = Stenocranus saccharivorus (Westwood, 1833)
    - = Delphax saccharivora Westwood, 1833
    - = Megamelanus rufivittatus Ball, 1905

  - Saccharosydne subandina Remes Lenicov & Rossi Batiz, 2010
  - Saccharosydne viridis Muir, 1926